# Pseudasthenes humicola
A Pseudasthenes humicola a madarak (Aves) osztályának verébalakúak (Passeriformes) rendjébe és a fazekasmadár-félék (Furnariidae) családjába tartozó faj.

## Rendszerezése
A fajt Heinrich von Kittlitz amerikai ornitológus írta le 1830-ban, a Synnalaxis nembe Synnalaxis humicola néven. Egyes szervezetek az Asthenes nembe sorolják  Asthenes humicola néven.

## Alfajai
- Pseudasthenes humicola goodalli Marin, Kiff & Pena, 1989
- Pseudasthenes humicola humicola (Kittlitz, 1830)
- Pseudasthenes humicola polysticta Hellmayr, 1925[2]

## Előfordulása
Dél-Amerikában, Argentína és Chile területén honos. Természetes élőhelyei a szubtrópusi és trópusi száraz, magaslati cserjések. Állandó, nem vonuló faj.

## Megjelenése
Testhossza 15 centiméter, testtömege 18-24 gramm.

## Természetvédelmi helyzete
Az elterjedési területe nagyon nagy, egyedszáma ugyan csökken, de még nem éri el kritikus szintet. A Természetvédelmi Világszövetség Vörös listáján nem fenyegetett fajként szerepel.